# Képes Géza
Képes Géza (Mátészalka, 1909. február 1. – Budapest, 1989. augusztus 19.) négyszeres József Attila-díjas magyar költő, műfordító, tanár, a Magvető Könyvkiadó egyik alapítója és igazgatója.

## Élete
Szülei Képes Gyula és Török Emma voltak. Általános iskolai tanulmányait szülővárosában végezte el. Középiskolai tanulmányait a Sárospataki Református Gimnáziumban járta ki. A Pázmány Péter Tudományegyetemen Eötvös-kollégistaként magyar-német-angol tanári diplomát szerzett. 1933–1940 között Sárospatakon tanított, majd az Angol Intézetben nevelőtanárként dolgozott. 1942-ben járt első ízben Finnországban, ahol finnül tartott előadást a két világháború közötti magyar irodalomról. A második világháború (1939–1945) alatt rövid ideig a Honvédelmi Minisztériumban fordító volt. Részt vett az ellenállási mozgalomban. 1945-ben az Eötvös József Collegiumban oktatott. 1945–1954 között a Magyar Rádió irodalmi osztályának vezetőjeként dolgozott. Hozzá köthető a Falu- és a Gyermekrádió megalapítása és megindítása. 1947-től a Rádió Gyermekújság felelős szerkesztője volt. 1954-ben megszervezte a Magvető Könyvkiadót. 1957-ben elbocsátották a Magvető Könyvkiadótól. Az 1950-es évek végétől az MTA Irodalomtörténeti, majd Irodalomtudományi Intézetének kutatója volt. 1955-ben szerkesztésében indult útjára Helikon : Világirodalmi Figyelő című irodalomelméleti folyóirat. Az Észt irodalom kistükre című antológia költői anyagának jelentős része az ő fordításában jelent meg 1969-ben.

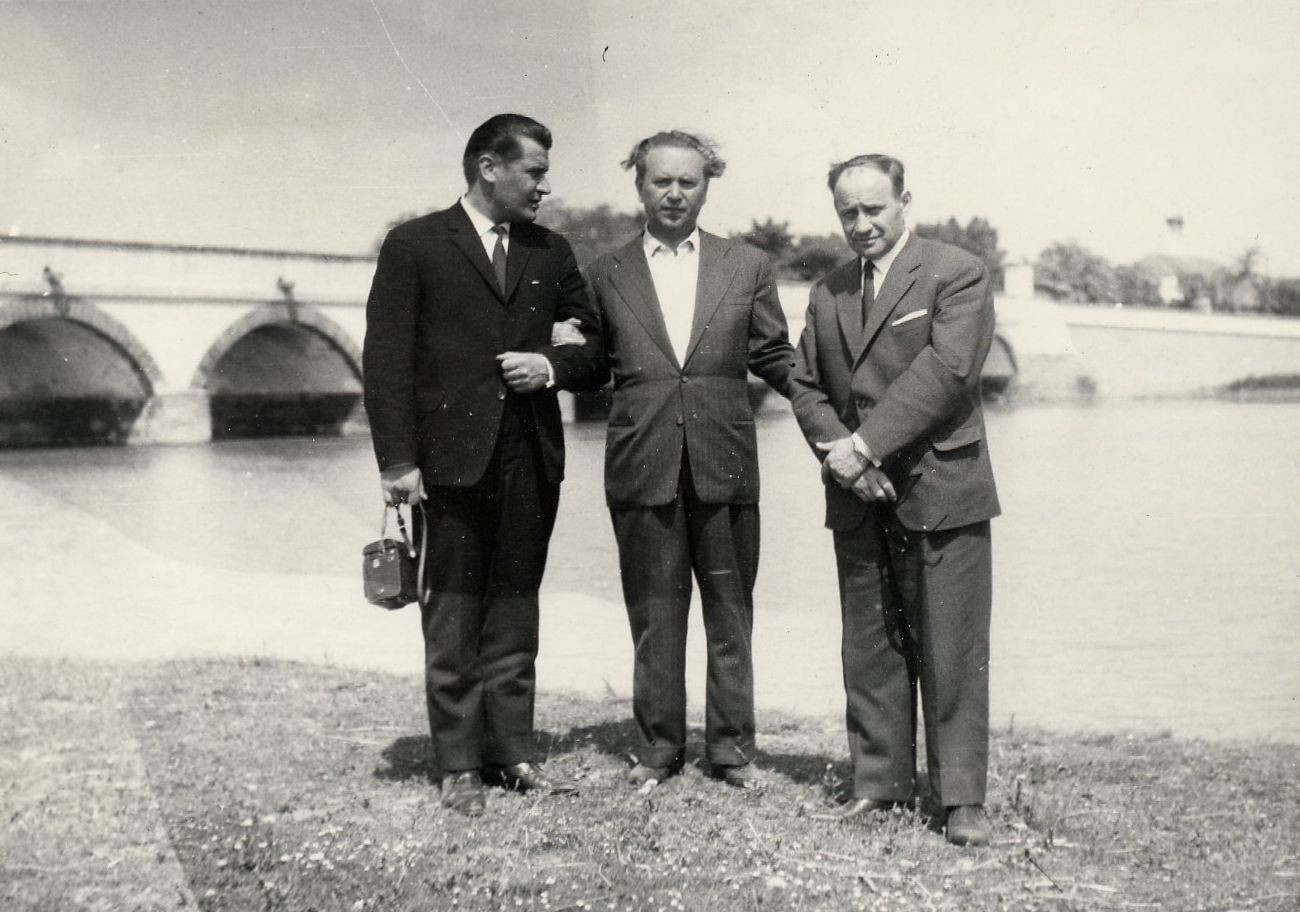
Linna, Képes és Kaasalainen a Hortobágyon 1963-ban

Szülővárosában, Mátészalkán általános iskolát neveztek el róla.

## Költészete
Első versét gimnazista korában közölte Karácsony Sándor ifjúsági lapjában, az Erőben. Első verseskötete 1933-ban jelent meg. Költészetére jellemző a műgond. Verseiben hatalmas művelődéstörténeti tudás halmozódott fel, de megszületésükben az indulat, a spontaneitás nagy szerepet kapott. Munkásságában kiemelkedő szerepet játszanak műfordításai. A nyugati nyelvek mellett az összes finnugor nyelvekből fordított, továbbá az újgörög, az orosz, bolgár, arab japán nyelvekből is.

## Színházi munkái

### Szerzőként
- János Vitéz (1958)
- Sok téma keres egy szerzőt (1961)
- Mese a halászlányról (1962, 1976, 1983, 1997)
- Reggeltől Reggelig (1962)
- Így írunk mi! (1962)
- "A humor: a teljes igazság" Mikes Lilla előadóestje (1963)
- Sport és költészet (1968)
- Boldog akar lenni az ember... I.-II. rész (1977)
- Közhelybenjárás (1978)

### Műfordítóként
- O'Neill: Anna Christie (1947)
- Kínai költők estje (1958)
- Puskin: Puskin (Örök barátaink sorozat) (1959)
- A menetelők dala (Mai nyugat-európai írók) (1959)
- Új szimfónia (1962)
- Shaw: Genf, 1938. (1962)
- Ortutay-Kazimir: Kalevala (1969, 1979, 1992)
- Kerényi-Miczkiewicz-Slowacki-Krasinski: Lengyel fantázia (1974)
- Domonkos Péter: Kell lenni valahol egy őshazának (1984)

## Művei
- Márványba véslek (versek, 1933)

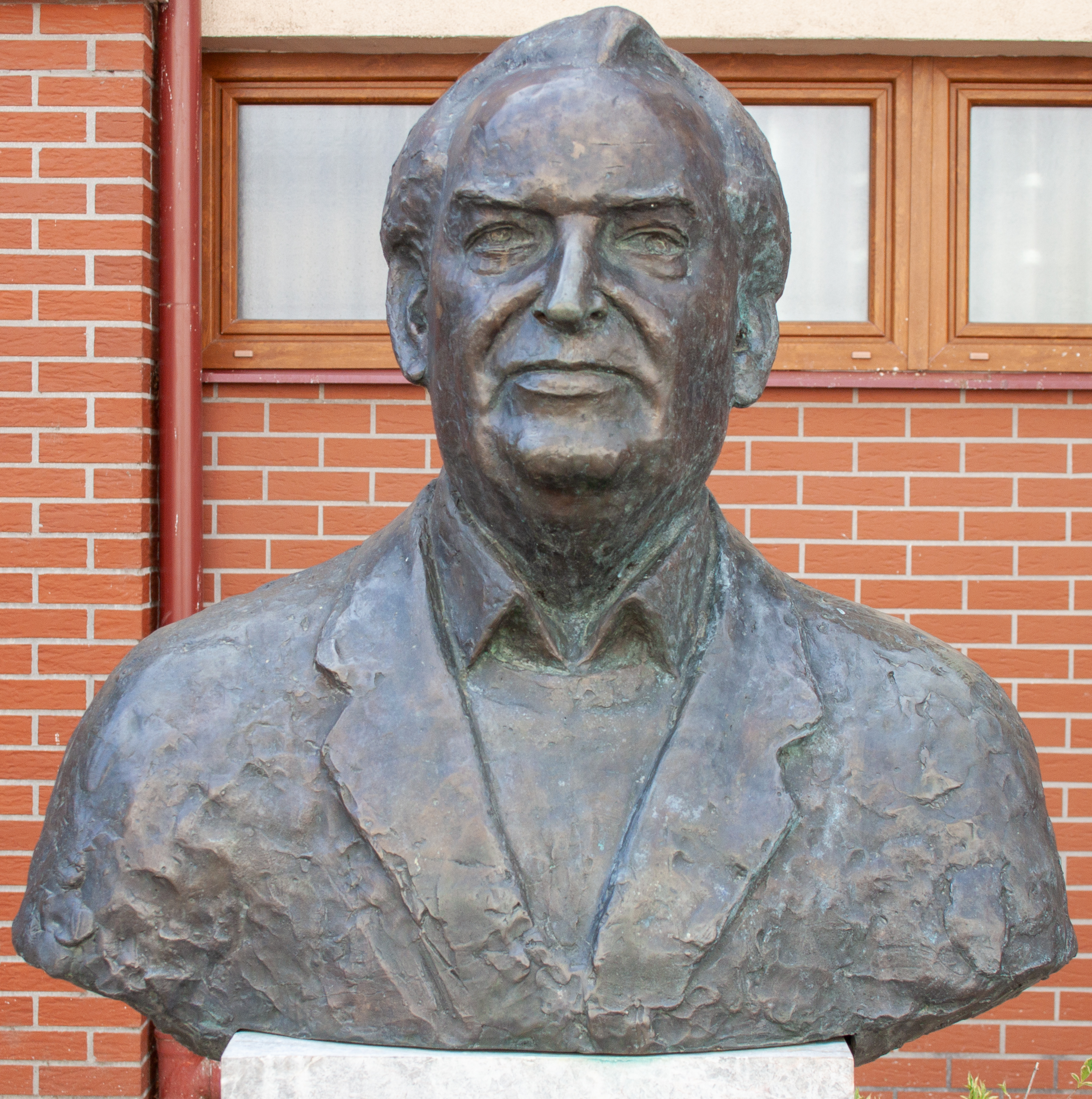
A költő mellszobra szülővárosában, Mátészalkán a róla elnevezett általános iskola előtt

- Gorgó mereng. Versek; Dante, Bp., 1943
- Északi csillagok. Finn rokonaink költészete (1943)
- Vajúdó világ (válogatott és új versek, 1954)
- Napkelte Mongóliában (verses útinapló, 1955)
- Só és bors (epigrammák, 1956)
- Állatok bálja (verses képeskönyv, 1958)
- Juliska a nagymamához utazik (verses képeskönyv, 1959)
- A mindenség énekei (versek, 1961)
- Zrínyi Miklós verselése (1961)
- Ének meredek parton (versek, 1966)
- Kő és festék. Görögország, 1966 szeptember-október; Magvető, Bp., 1967
- Cseréphalom (versek, 1969)
- Víztükör. Válogatott versek 1928-1970 (válogatott versek, 1970)
- Csigaház (vers, 1973)
- Az idő körvonalai. Tanulmányok az ősi és modern költészetről; Magvető, Bp., 1976
- Tükörírás (vers, 1976)
- Önarckép hegy formájában (versek és műfordítások, 1978)
- 225 gramm epe; Magvető, Bp., 1980
- Vadszamárba bújt életem (versek, 1980)
- Fényhalász (versek, 1981)
- A nagy árnyék (versek, 1984)
- Új évszázad elé; Magvető, Bp., 1987
- Örök szomjúság. Képes Géza szerelmes versei; Helikon, Bp., 1988
- A pataki diák (versek, 1989)
- Költő válaszúton. Válogatott esszék; Képes, Bp., 2008
- Az utolsó kaland. Válogatott versek; utószó Rónay László; Képes, Bp., 2008

## Műfordításai
- Napnyugati madarak. Képes Géza műfordításai; előszó Cs. Szabó László; Cserépfalvi, Bp., 1938
- Kodolányi János–Képes Géza: Északi csillagok. Finn rokonaink költészete; Stádium, Bp., 1943 (Nemzeti könyvtár)
- Északi vártán. Észt rokonaink irodalma; szerk., bev. Képes Géza; Stádium Ny., Bp., 1944 (Nemzeti könyvtár)
- A sziget énekel. Angol költők (1947)
- Szeretlek; összeáll. Képes Géza; Studio, Bp., 1947
- A szabadság magvetői. Puskin-tól Szimonov-ig. Versfordítások; Révai, Bp., 1949
- Hriszto Botev válogatott írásai. Összes verse és válogatott politikai cikkei; ford., összeáll. Képes Géza; Révai, Bp., 1950
- Válogatott műfordítások; Szépirodalmi, Bp., 1952
- G. B. Shaw: Genf 1938 (dráma, 1955)
- Ének Igor hadáról. Orosz hősköltemény a XII. századból; ford., bev. Képes Géza; Új Magyar, Bp., 1956
- Finn versek és dalok (1959)
- Salvatore Quasimodo: Hazatérések (versek, 1960)
- Háfiz: Versek (versek, 1960)
- Szádi: Rózsáskert (válogatott művek, Bodrogligeti Andrással, 1961)
- Kenyér vagy golyó. Hrisztó Botev összes versei; ford. Képes Géza, Nagy László, utószó Juhász Péter; Európa, Bp., 1970
- Először magyarul. Hat évezred költészetéből (1971)
- Napfény és éjfél. Finnugor rokonaink népköltészete (válogatta, fordította, 1972)
- Fordított világ (versek, 1973)
- A. Bosquet: Álomgyár (versek, 1977)
- Erich Arendt: Empedoklész-kikötő; ford. Hajnal Gábor, Képes Géza, Tandori Dezső, vál. Tandori Dezső, utószó Képes Géza; Európa, Bp., 1977
- G. Masson: Impéria impériuma. Kurtizánok a reneszánsz kori Itáliában (Kinszki Judittal, 1978)
- Eino Leino: Himnusz a tűzhöz. Válogatott versek (válogatott versek, 1978)
- J. Rousselot: Kecses viperák (versek, 1978)
- I. Ritsos: Lebegő bizonyosság. Válogatott versek (válogatott versek, 1979)
- Kőbe vésett eposzok az Orkon és Tola folyók mentén. A magyar őstörténet nyomai; ótörökből ford., bev. Képes Géza; Helikon, Bp., 1982
- Salvatore Quasimodo: Nyitott ív (versek, 1982)
- Aranykert; vál., szerk., versford., bev. Képes Géza; Kozmosz Könyvek, Bp., 1982 (A világirodalom gyöngyszemei)
- V. Kaukonen: A Kalevala születése (Bereczki Gáborral, 1983)
- G. Ritsos: Kis szvit piros dúrban (versek, 1984)
- G. Ritsos: Papírszeletek (versek, 1985
- Út az erdei kúthoz. Finn népdalok és balladák; ford. Képes Géza; Helikon, Bp., 1986
- Örök szomjúság. Képes Géza szerelmes versei; Helikon, Bp., 1988
- Megyek élő testvéremhez. Finnugor költők antológiája (1993)
- Jaan Kaplinski: Meztelen juharfák. Versek; vál., utószó Jávorszky Béla, ford. Bella István, Jávorszky Béla, Képes Géza; Széphalom Könyvműhely, Bp., 1999 (Magyar napló könyvek)
- Napkelet és Napnyugat. Válogatott műfordítások; utószó Lator László; Képes, Bp., 2008

## Díjai
- Baumgarten-díj (1943, 1949)
- József Attila-díj (1950, 1952, 1956, 1974)
- Szocialista Munkáért (1953)
- Munka Érdemrend arany fokozata (1969)
- A Művészeti Alap Irodalmi Díja (1978)
- Mátészalka díszpolgára (1984)
- Déry Tibor-díj (1984)
- A Magyar Népköztársaság babérkoszorúval ékesített zászlórendje (1989)